# 米沢中央インターチェンジ
米沢中央インターチェンジ（よねざわちゅうおうインターチェンジ）は、山形県米沢市川井にある東北中央自動車道のインターチェンジ（地域活性化インターチェンジ）である。
当初の整備計画では当インターチェンジを設置する計画はなかったが、山形県の要望により2012年（平成24年）4月に東根北IC、村山名取IC、村山本飯田IC、大石田村山ICと共に、高速自動車国道との連結許可がおり、設置されることになった。

## 歴史

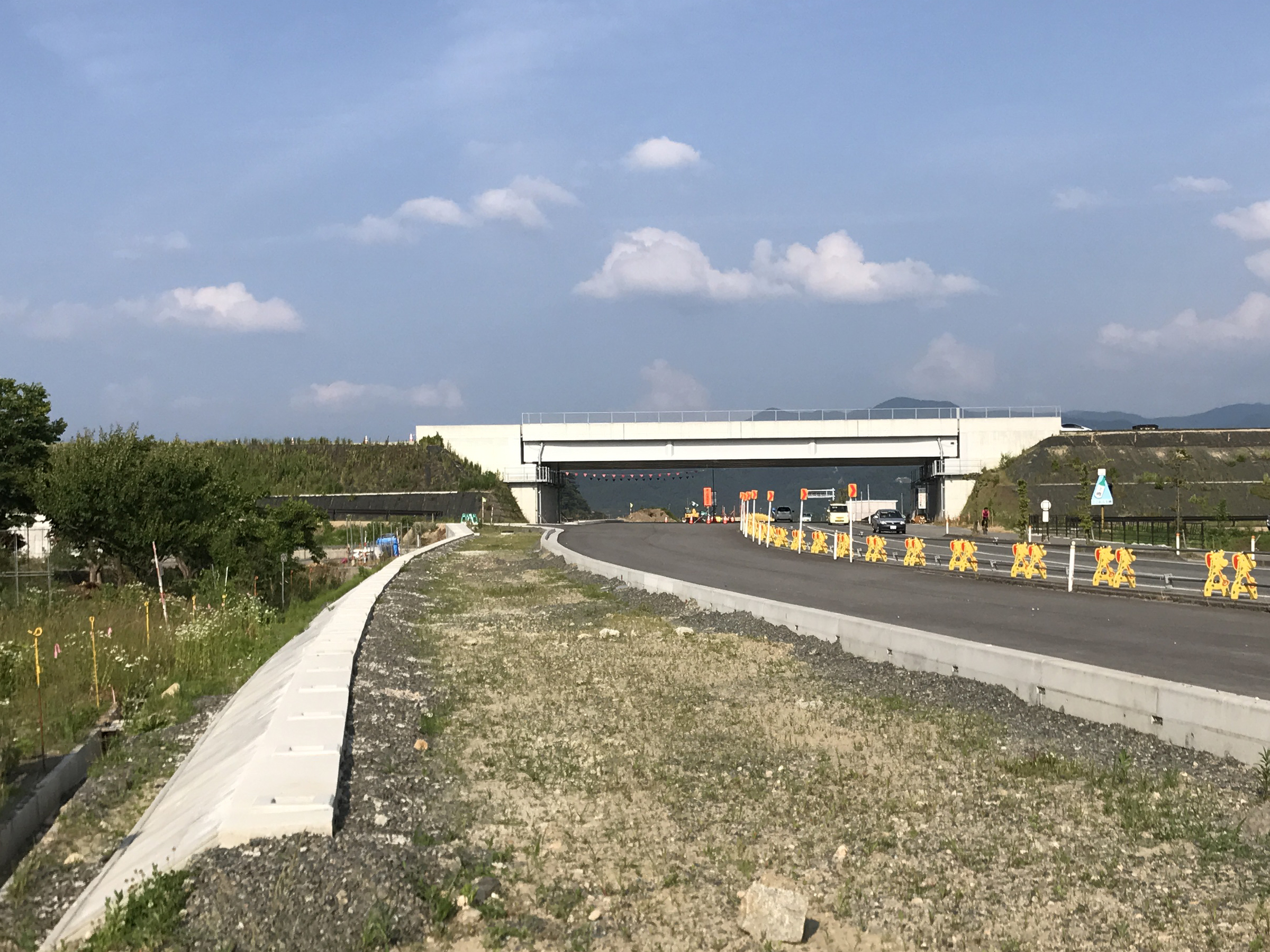
建設中当時の米沢中央インターチェンジ付近

- 2012年（平成24年）4月20日 : 地域活性化インターチェンジとして連結許可が下りる[1]。
- 2016年（平成28年）12月26日 : 当ICの名称が米沢中央ICで正式決定[2]。
- 2017年（平成29年）11月4日 : 福島大笹生IC - 米沢北IC間が開通する[3]。

## 周辺
- 馴上遺跡
- JR米沢駅（山形新幹線・奥羽本線<山形線>・米坂線）
- 道の駅米沢[4]
- 米沢市役所
- 米沢市体育館

## 接続する道路
- 直接接続
  - 山形県道1号米沢高畠線（竹井バイパス）
- 間接接続
  - 国道13号（米沢バイパス）

## 料金所
当ICを含む福島JCT - 米沢北IC間は国土交通省管轄の新直轄区間（無料区間）で整備されたため、料金所は設置されていない。

## 隣
E13 東北中央自動車道
(8) 米沢八幡原IC - (9) 米沢中央IC - (10) 米沢北IC